# Columbus City
Columbus City és una població dels Estats Units a l'estat d'Iowa. Segons el cens del 2000 tenia 376 habitants.

## Demografia
Segons el cens del 2000, Columbus City tenia 376 habitants, 135 habitatges, i 91 famílies. La densitat de població era de 631,2 habitants per km².
Dels 135 habitatges en un 35,6% hi vivien nens de menys de 18 anys, en un 53,3% hi vivien parelles casades, en un 10,4% dones solteres, i en un 31,9% no eren unitats familiars. En el 28,9% dels habitatges hi vivien persones soles el 17,8% de les quals corresponia a persones de 65 anys o més que vivien soles. El nombre mitjà de persones vivint en cada habitatge era de 2,79 i el nombre mitjà de persones que vivien en cada família era de 3,49.
Per edats la població es repartia de la següent manera: un 31,6% tenia menys de 18 anys, un 5,9% entre 18 i 24, un 30,6% entre 25 i 44, un 18,6% de 45 a 60 i un 13,3% 65 anys o més.
L'edat mediana era de 35 anys. Per cada 100 dones de 18 o més anys hi havia 96,2 homes.
La renda mediana per habitatge era de 32.188 $ i la renda mediana per família de 39.167 $. Els homes tenien una renda mediana de 25.000 $ mentre que les dones 22.232 $. La renda per capita de la població era de 12.468 $. Entorn del 7,3% de les famílies i el 5,2% de la població estaven per davall del llindar de pobresa.

## Poblacions més properes
El següent diagrama mostra les poblacions més properes.